# Geita (Distrikt)
Geita ist ein Distrikt der Region Geita in Tansania mit dem Verwaltungszentrum in der Regionshauptstadt Geita. Der Distrikt grenzt im Nordosten an die Region Mwanza, im Osten an den Distrikt Nyang'hwale, im Südosten an die Region Shinyanga, im Süden an den Distrikt Mbogwe, im Westen an den Distrikt Chato und im Nordwesten an den Victoriasee.

## Geographie
Der Distrikt hat 1.035.214 Einwohner (Volkszählung 2022) bei einer Größe von 5295 Quadratkilometer, wobei 1050 Quadratkilometer auf den Anteil am Victoriasee entfallen. Das Land liegt in einer Seehöhe von 1100 bis 1300 Meter. Das Klima ist tropisch, Aw nach der effektiven Klimaklassifikation. Der Großteil der jährlichen Niederschlagsmenge von 1200 Millimeter fällt in zwei Regenzeiten. Die eine dauert von Oktober bis Januar, die zweite von März bis Mai. Die Durchschnittstemperatur liegt zwischen 17 und 30 Grad Celsius.

## Geschichte
Bis 2012 war der Distrikt Geita Teil der Region Mwanza. Seit der Schaffung der neuen Region Geita am 2. März 2012 gehört der Distrikt zur Region Geita.
Bei der Volkszählung 2012 hatte der Distrikt 614.912 Einwohner. Das jährliche Wachstum bis 2022 lag bei 5,3 Prozent.

## Verwaltungsgliederung
Der Distrikt wird in 37 Bezirke (Wards) gegliedert:
- Bugalama
- Bugulula
- Bujula
- Bukoli
- Bukondo
- Busanda
- Butobela
- Butundwe
- Chigunga
- Isulwabutundwe
- Izumacheli
- Kagu
- Kakubilo
- Kamena
- Kamhanga
- Kaseme
- Katoma
- Katoro
- Lubanga
- Ludete
- Lwenzera
- Magenge
- Nkome
- Nyachiluluma
- Nyakagomba
- Nyakamwaga
- Nyalwanzaja
- Nyamalimbe
- Nyamboge
- Nyamigota
- Nyamwilolelwa
- Nyarugusu
- Nyaruyeye
- Nyawilimilwa
- Nzera
- Rwamgasa
- Senga

## Einrichtungen und Dienstleistungen
- Bildung: Im Distrikt gibt es 176 Grundschulen und 30 weiterführende Schulen (Stand 2019).[8]
- Gesundheit: Für die medizinische Versorgung der Bevölkerung sorgen fünf Gesundheitszentren und 36 Apotheken (Stand 2019).[8]

| Die wichtigsten Wirtschaftszweige des Distrikts Geita sind Landwirtschaft, Fischfang und Bergbau. Es sind großteils Kleinunternehmen tätig. - Landwirtschaft: Für den Eigenbedarf werden meist Maniok, Mais, Süßkartoffeln, Bohnen, Hirse, Yamswurzeln, Erbsen und Reis angebaut. Speziell für den Verkauf werden Baumwolle, Erdnüsse und Ananas kultiviert (Stand 2015). Von den 135.000 Haushalten hielten 55.000 Nutztiere. Betrug der Anteil der ländlichen Haushalte neunzig Prozent, so waren es im städtischen Bereich nur zehn Prozent. Die höchsten Stückzahlen gab es bei Geflügel, Rindern und Ziegen (Stand 2012). - Fischerei: Weniger als ein halbes Prozent der Haushalte lebt vom Fischfang. | Hier fehlt eine Grafik, die leider im Moment aus technischen Gründen nicht angezeigt werden kann. Wir arbeiten daran! |

- Straßen: Die wichtigste Straßenverbindung im Distrikt ist die Nationalstraße T4. Sie führt von Mwanza im Osten durch Geita nach Biharamulo im Westen und weiter nach Bukoba oder Ruanda.[12]

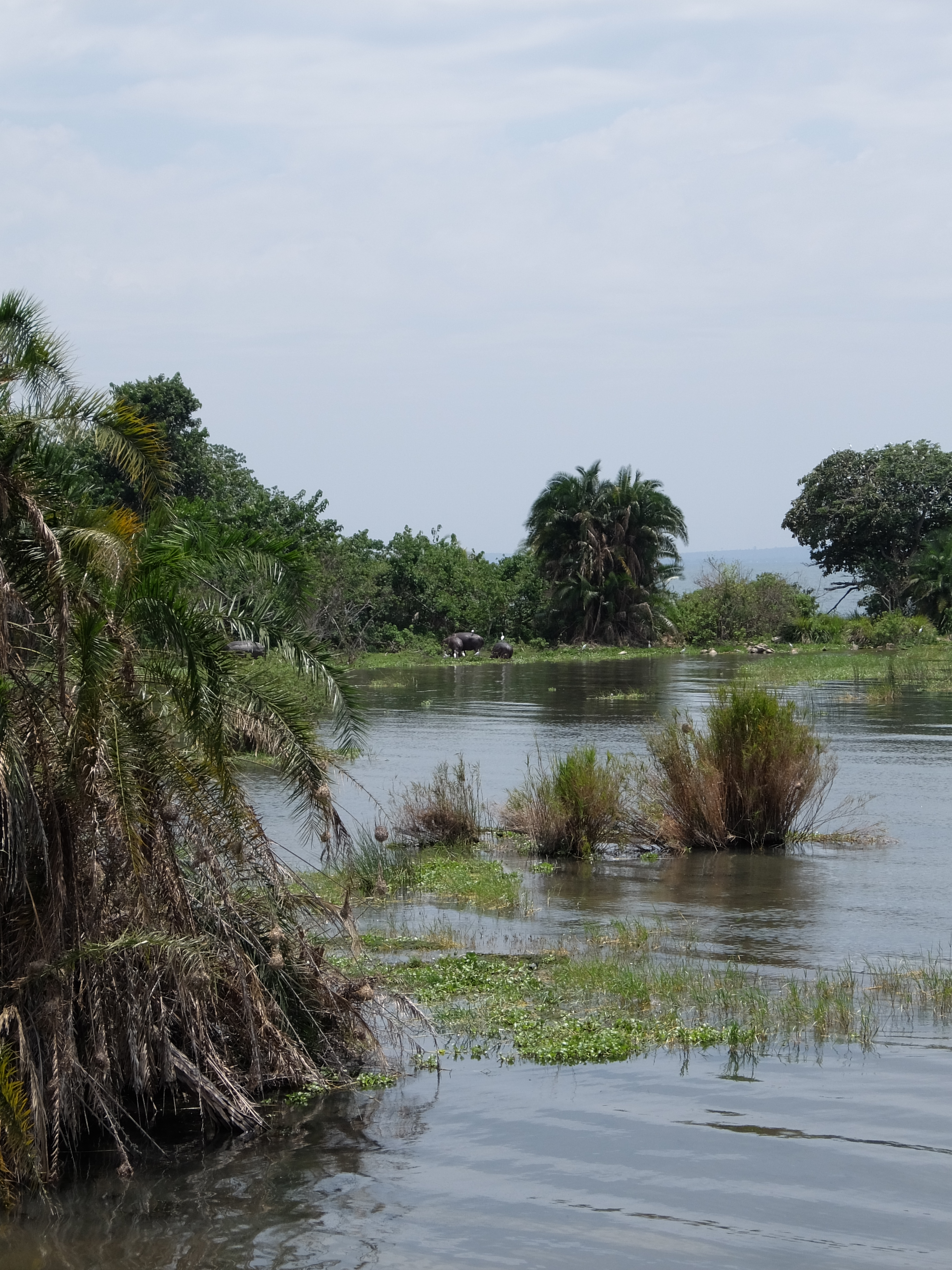
Nationalpark auf der Insel Rubondo

## Naturschutzgebiete, Sehenswürdigkeiten
- Rubondo-Nationalpark: Der Rubondo-Nationalpark hat eine Größe von 456 Quadratkilometer Landfläche und 220 Quadratkilometer Wasserfläche. Er umfasst die zum Distrikt Geita gehörende Insel Rubondo und Nachbarinseln sowie den umliegenden Victoriasee. Neben Sitatunga, Elefanten, Giraffen, Flusspferden, Pythons und Krokodilen ist der Park wegen seiner Vielzahl an Vögeln bekannt.[13][14][15]